# دولت سوم سرژ سرکیسیان

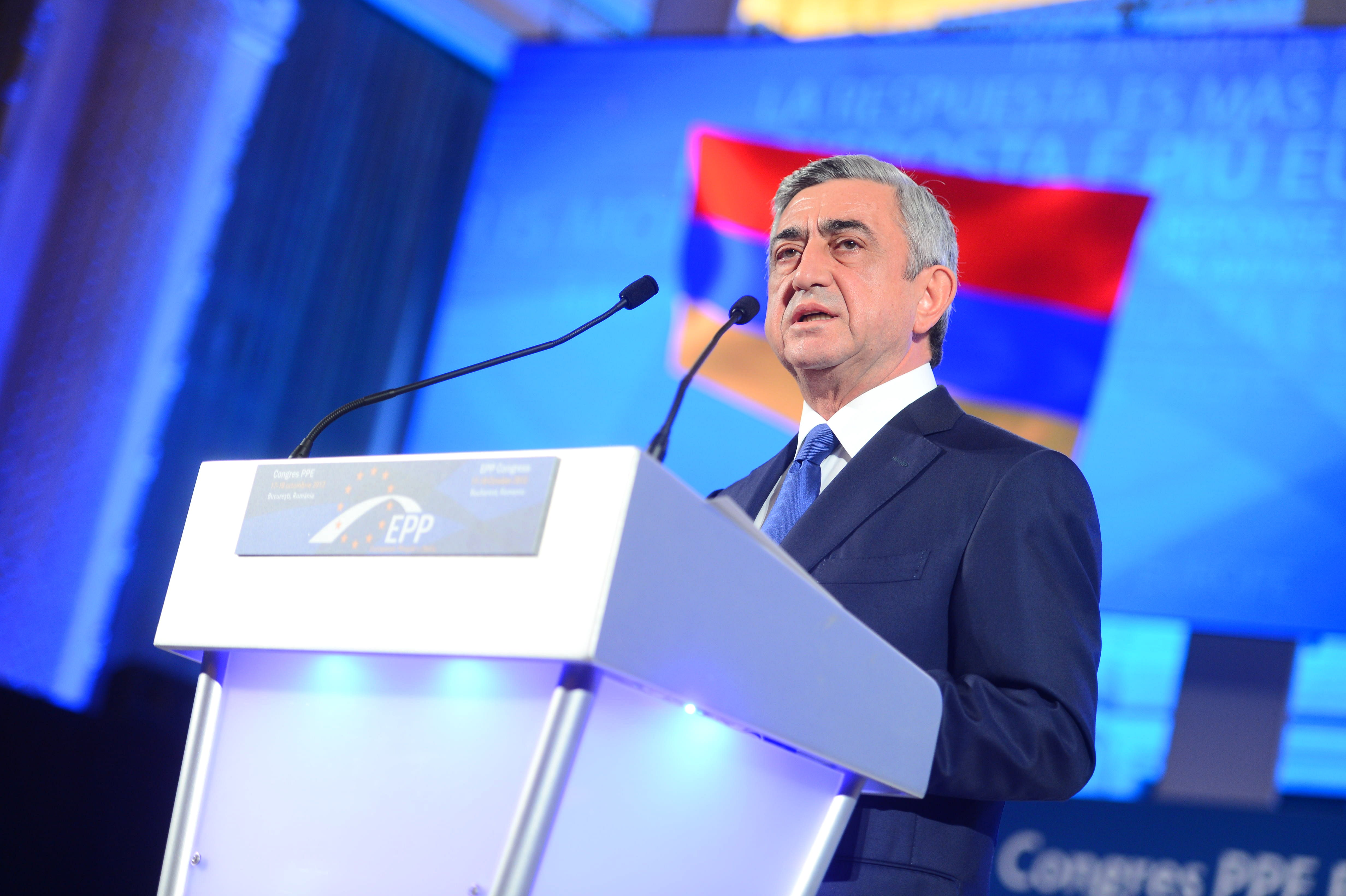

دولت سوم سرژ سارگسیان (انگلیسی: Third Serzh Sargsyan government) هیئت حاکمه ارمنستان از تاریخ ۱۷ آوریل تا ۲۳ آوریل ۲۰۱۸ می‌باشد. سرژ سارگسیان توسط مجلس ملی جمهوری ارمنستان انتخاب شد و در تاریخ ۱۷ آوریل ۲۰۱۸ نخست‌وزیر توسط رئیس‌جمهور آرمن سارگسیان منصوب شد. این دولت یک دولت ائتلافی بود و توسط گروه‌های پارلمانی حزب جمهوری‌خواه ارمنستان و فدراسیون انقلابی ارمنی شکل گرفت. کابینه شامل ۱۸ وزارتخانه و ۸ سازمان وابسته بود. سرژ سارگسیان پس از چندین روز اعتراضات گسترده در قالب انقلاب ۲۰۱۸ ارمنستان مجبور شد استعفا دهد.

## وزارتخانه‌ها
| پست وزارت                                         | نام               | نگاره | حزب | حزب                    | از تاریخ       | تا تاریخ |  |
| ------------------------------------------------- | ----------------- | ----- | --- | ---------------------- | -------------- | -------- |  |
| نخست‌وزیر                                          |                   |       |     | جمهوری‌خواه             | کارن کاراپتیان |          |  |
| وزیر آموزش و پرورش                                | لوون مکرتچیان     |       |     | فدراسیون انقلابی ارمنی |                |          |  |
| وزیر اقتصاد                                       | سورن کارایان      |       |     | جمهوری‌خواه             |                |          |  |
| وزیر امور خارجه                                   | ادوارد نالباندیان |       |     | جمهوری‌خواه             |                |          |  |
| وزیر امور داخلی                                   |                   |       |     | جمهوری‌خواه             |                |          |  |
| وزیر زیرساخت‌های انرژی و منابع طبیعی               | آشوت مانوکیان     |       |     |                        |                |          |  |
| وزیر بهداشت                                       | لوون آلتونیان     |       |     | جمهوری‌خواه             |                |          |  |
| وزیر ترابری                                       |                   |       |     | جمهوری‌خواه             |                |          |  |
| وزیر دادگستری                                     | داویت هاروتیونیان |       |     | جمهوری‌خواه             |                |          |  |
| وزیر دارایی                                       | وارطان آرامیان    |       |     | جمهوری‌خواه             |                |          |  |
| وزیر دفاع                                         | ویگن سارگسیان     |       |     | جمهوری‌خواه             |                |          |  |
| وزیر فرهنگ                                        | آرمن آمیریان      |       |     | جمهوری‌خواه             |                |          |  |
| وزیر کار و تأمین اجتماعی                          | آرتم آساتریان     |       |     | جمهوری‌خواه             |                |          |  |
| وزیر کشاورزی                                      | ایگناتی آراکلیان  |       |     | جمهوری‌خواه             |                |          |  |
| وزیر محیط زیست                                    | آرتسویک میناسیان  |       |     | فدراسیون انقلابی ارمنی |                |          |  |
| وزارت مدیریت منطقه‌ای و زیرساخت‌های جمهوری ارمنستان | داویت لوکیان      |       |     | فدراسیون انقلابی ارمنی |                |          |  |
| وزارت وضعیت‌های اضطراری ارمنستان                   | داویت تونویان     |       |     |                        |                |          |  |
| وزارت ترابری و ارتباطات جمهوری ارمنستان           | واهان مارتیروسیان |       |     | جمهوری‌خواه             |                |          |  |
| وزارت ورزش و امور جوانان                          | هراچیا روستومیان  |       |     |                        |                |          |  |
| وزارت دیاسپورا                                    | هرانوش هاکوبیان   |       |     | جمهوری‌خواه             |                |          |  |

معاون نخست‌وزیر و وزیر یکپارچکی اقتصاد بین‌الملل و اصلاحات - واچه گابریلیان
- اداره کل هواپیمایی کشوری ارمنستان - سرگئی آوتیسیان
- سرویس امنیت ملی ارمنستان - گئورگی کوتویان
- کارگروه دولتی نظارت بر ایمنی هسته‌ای[الف] - آشوت مارتیروسیان
- پلیس جمهوری ارمنستان - ولادیمیر گاسپاریان
- کارگروه دولتی حدنگاری املاک و مستغلات[ب] - مارتین سارگسیان
- اداره دولتی مدیریت املاک[پ] - آرمان ساهاکیان
- کارگروه دولتی مالیات[ت] - وارطان هاروتیونیان
- کارگروه دولتی توسعه شهری[ث] - نارک سارگسیان

## یادداشت
1. ↑  State Nuclear Safety Regulatory Committee by the Government
2. ↑  State Committee of the Real Estate Cadastre
3. ↑  State Property Management Department
4. ↑  State Revenue Committee
5. ↑  State Urban Development Committee